# Indian Shores
Indian Shores ist eine Stadt im Pinellas County im US-Bundesstaat Florida. Das U.S. Census Bureau hat bei der Volkszählung 2020 eine Einwohnerzahl von 1.190 ermittelt.

## Geographie
Indian Shores liegt auf einer Barriereinsel zwischen dem Golf von Mexiko und dem Intracoastal Waterway. Die Stadt grenzt im Norden an Indian Rocks Beach und im Süden an Redington Shores. Indian Shores liegt rund 10 km südlich von Clearwater sowie etwa 35 km westlich von Tampa.

## Demographische Daten
Laut der Volkszählung 2010 verteilten sich die damaligen 1420 Einwohner auf 2464 Haushalte, davon sind die meisten als Zweitwohnsitz genutzte Ferienwohnungen. Die Bevölkerungsdichte lag bei 1577,8 Einw./km². 96,5 % der Bevölkerung bezeichneten sich als Weiße, 0,4 % als Afroamerikaner und 1,2 % als Asian Americans. 0,9 % gaben die Angehörigkeit zu einer anderen Ethnie und 0,8 % zu mehreren Ethnien an. 6,0 % der Bevölkerung bestand aus Hispanics oder Latinos.
Im Jahr 2010 lebten in 6,7 % aller Haushalte Kinder unter 18 Jahren sowie 48,8 % aller Haushalte Personen mit mindestens 65 Jahren. 54,3 % der Haushalte waren Familienhaushalte (bestehend aus verheirateten Paaren mit oder ohne Nachkommen bzw. einem Elternteil mit Nachkomme). Die durchschnittliche Größe eines Haushalts lag bei 1,75 Personen und die durchschnittliche Familiengröße bei 2,23 Personen.
6,3 % der Bevölkerung waren jünger als 20 Jahre, 10,0 % waren 20 bis 39 Jahre alt, 32,3 % waren 40 bis 59 Jahre alt und 51,5 % waren mindestens 60 Jahre alt. Das mittlere Alter betrug 61 Jahre. 49,2 % der Bevölkerung waren männlich und 50,8 % weiblich.
Das durchschnittliche Jahreseinkommen lag bei 54.271 $, dabei lebten 8,4 % der Bevölkerung unter der Armutsgrenze.
Im Jahr 2000 war englisch die Muttersprache von 93,48 % der Bevölkerung, spanisch sprachen 4,35 % und 2,17 % sprachen deutsch.

## Verkehr
Indian Shores wird von der Florida State Road 699 durchquert. Der nächste Flughafen ist der St. Petersburg-Clearwater International Airport (rund 20 km östlich).